# Kapitálové životní pojištění
Kapitálové životní pojištění je životní pojištění pro případ smrti nebo dožití, kdy v případě úmrtí v průběhu pojistné doby nebo dožití se konce pojistné doby vyplácí pojišťovna pojištěnému nebo obmyšlené osobě v případě úmrtí předem sjednanou částku. 

## Charakteristika
Kapitálové životní pojištění je pojistný nástroj, který kombinuje pojistný produkt se spořicím produktem. Patří do skupiny produktů komerčního pojištění. Smyslem produktu je vytvořit předem dohodnutou finanční částku pro zajištění stáří a zároveň pojistit pojištěného pro případ smrti. Produkt může obsahovat i různá připojištění, která se nejčastěji týkají úrazů.

### Složení kapitálového životního pojištění
Kapitálové životní pojištění (KŽP) je smlouva mezi soukromou osobou (pojistník), osobou pojištěnou (pojištěný) a pojišťovnou (pojistitel), ve které se pojistitel zavazuje plnit v případě pojistné události (smrt nebo dožití) za sjednaná rizika. Kapitálové životní pojištění se skládá ze dvou částí. První část je riziková a druhá část je rezervotvorná - spořící.

#### Riziková část
Riziková část KŽP umožňuje pojištění pro případ smrti, případně převážně úrazová připojištění. Hlavním pojištěním je pojištění pro případ smrti, které je vypočítáno tak, že je na stejnou pojistnou částku, která má být vyplacena v případě dožití se konce pojistné doby. Další pojištění, které lze ve smlouvě sjednat, může být: smrt úrazem, denní odškodné v případě úrazu, trvalé následky úrazu, hospitalizace,

##### Pojistné podmínky
Nejdůležitější částí pojistné smlouvy jsou pojistné podmínky. Pojistné podmínky vymezují vztah mezi pojistníkem, pojištěným a pojistitelem. Definují pojistné události, rovněž obsahují výluky, tedy situace, kdy není pojistitel povinen plnit. Dále obsahují sazebník poplatků.

##### Výluky
Každé pojistné podmínky obsahují řadu výluk. Někdy jde o výluky zcela běžné, například když se vám stane úraz při páchání trestné činnosti nebo se úmyslně sebepoškozujete. Některé výluky ale mohou být neodůvodněné, a je tak třeba vybrat pojišťovnu a pojistný produkt, který vám bude vyhovovat z pohledu pojistných podmínek a výluk.

##### Poplatky
Poplatky spojené s rizikovou částí životního pojištění jsou uvedeny v pojistných podmínkách. Platí pravidlo, že čím je člověk starší, tím platí vyšší rizikové poplatky. Vliv má také zdravotní stav. Čím horší zdravotní stav máte, tím budete platit více a nebo vás žádná pojišťovna nepojistí.

#### Rezervotvorná část
Rezervotvorná část umožňuje pojistníkovi vytvořit finanční rezervu v pojistném produktu na zajištění stáří. Pojišťovna zhodnocuje peníze dle vlastního rozhodnutí, klient nemá vedený žádný individuální účet. Výše minimálního zhodnocení se řídí technickou úrokovou mírou, která ovšem nevypovídá nic o nominálním zhodnocení finanční rezervy.

##### Likvidita peněz, mimořádné výběry
Produkt KŽP je velmi neflexibilní a prakticky se z něj nedají peníze vybrat, aniž by pojistná smlouva musela být ukončena.

##### Poplatky
Na zhodnocení peněz v rezervotvorné části kapitálového životního pojištění mají vliv poplatky. Standardně se jedná o tyto poplatky: poplatek za sjednání smlouvy, poplatek za vedení smlouvy a inkasní poplatek. Tyto poplatky snižují nominální zhodnocení pod technickou úrokovou míru a nominální zhodnocení se tak pohybuje kolem nuly.

##### Odbytné
Pokud se rozhodnete pro předčasné ukončení pojistné smlouvy, máte nárok na takzvané odbytné. Nárok na odbytné však nemáte při ukončení pojistné smlouvy do dvou let od počátku pojistné smlouvy. Odbytné je částka, která je pojistníkovi vyplacena. Odbytné se počítá tak, že si pojišťovna strhne z vytvořené rezervy pojistníka poplatky dle pojistných podmínek. Výslednou částku vyplatí klientovi.

##### Technická úroková míra
Pojišťovna garantuje klientovi minimální zhodnocení ve výši takzvané technické úrokové míry (TÚM). TÚM vyhlašuje ČNB a její současná výše je 1,9 % p.a.Technická úroková míra

##### Reálné zhodnocení
Garantované zhodnocení ve výši TÚM může být navýšeno o podíl na výnosu z rezerv. Zhodnocení však vždy snižuje poplatková struktura produktu. Po započtení inflace je reálné zhodnocení záporné a je to tedy nevhodný produkt na zajištění stáří.

## Kapitálové životní pojištění a daně
Kapitálové životní pojištění je produkt, který je podporován státem v podobě daňových úlev . Dále je třeba zmínit, že vytváření rezerv přes pojistný produkt není dle zákonů ČR investice a výnos tedy podléhá zdanění ve výši 15%. 